# Plain and Fancy
Plain and Fancy (zu Deutsch: „schlicht und schick“) ist eine Musicalkomödie in zwei Akten, die von Albert Hague (Musik) sowie Joseph Stein und Will Glickman (Text) verfasst wurde. Die Uraufführung des Stückes war 1955 im Mark Hellinger Theatre am New Yorker Broadway; es lief bis zum 3. März 1956. Die Story basiert auf der bis dahin in der amerikanischen Popkultur wenig thematisierten täuferisch-protestantischen Glaubensgemeinschaft der Amischen. Das unpopuläre Sujet ist mit einer der Gründe für die Unbekanntheit des Stücks und die geringe Produktionsrate. Hinzu kommt, dass bekanntere Stücke wie Oklahoma! oder Guys and Dolls, die ebenfalls dem Golden Age des Broadway-Musicals angehören, das Rampenlicht dominierten.

## Entstehung
Die Idee für das Musical basiert auf Marion Weavers Roman Betsy, den sie Produzent Richard Kollmar 1953 präsentierte. Der Roman handelt von einer Amischen Sekte „Mennonite“ in Pennsylvania. Zwar lehnte Kollmar das Buch zunächst ab, beauftragte später jedoch Dritte, ein musikalisches Werk mit an den Roman angelehntem Inhalt zu schreiben. Der Arbeitstitel lautete „Pennsylvania Dutch“ und wurde kurz vor der Vollendung in „Plain and Fancy“ umbenannt. Kollmer schloss sich mit den Produzenten Yvette Schumer und James W. Gardiner zusammen und engagierte Joseph Stein und Will Glickman, um ein finales musikalisches Drehbuch zu schreiben. Während des Entstehungsprozesses holten die Produzenten den Komponisten Albert Hague hinzu. Plain and Fancy sollte sein Debüt im Showbusiness darstellen. Mit Arnold B. Howlitt als Librettist, Morton De Costa als Regisseur und Helen Tamiris als leitende Choreographin wurde das Musical innerhalb eines Jahres fertiggestellt. Marion Weavers sollte später eine Entschädigung sowie eine Nennung im offiziellen Skript erhalten.

## Handlung
Kern der Geschichte sind die beiden Protagonisten Dan King und Ruth Winters. Ursprünglich der Oberschicht von New York entstammend, reist das Paar nach Pennsylvania, genauer nach Bird-in-Hand (Lancaster County), mit dem Ziel, ein sich im Besitz von Dans Familie befindendes Grundstück zu verkaufen. Dort angekommen, finden die beiden sich inmitten einer Amischen Gemeinde wieder. Papa Yoder, der besagtes Land als Hochzeitsgeschenk für die bevorstehende Vermählung seiner Tochter Katie und ihrem Verlobten Ezra kaufen will, ist bereits mit der Vorbereitung der Festlichkeiten beschäftigt. Während Ruth sich mit der im Vergleich zu New York simplen Umgebung beschäftigt, verliebt sich ein junges Amisches Mädchen, Hilda Miller, in Dan, nachdem sie seine zuvorkommenden und freundlichen Gesten als Zuneigung missversteht.
Mittlerweile kehrt Peter, der ehemals für Prügelei verstoßene Bruder Ezras, in das Dorf zurück und die auf Gegenseitigkeit basierenden Gefühle für Katie entfachen die Flamme erneut, ganz zum Missfallen ihres Verlobten. Dan setzt sich zwar für das junge Glück ein, wird aber von Papa Yoder schnell als „lediglicher Gast“ in seine Schranken gewiesen.
Nachdem Ezra seinen Bruder mehrfach provoziert, wohlwissend, dass dieser schnell die Selbstbeherrschung verliert, greift Peter Ezra an. In diesem Moment wird die Scheune auf Dans Grundstück von einem Blitz getroffen und in Flammen gesetzt. Papa Yoder deutet dies als himmlisches Zeichen, woraufhin Peter von der gesamten Gemeinde, selbst Katie, gemieden wird.
Die Gemeinde versammelt sich, um gemeinsam die Scheune aufzubauen, was Peter nutzt, um Katie unter vier Augen zu sprechen. Diese entflieht der Unterhaltung jedoch schnell. Zur gleichen Zeit zieht sich Ruth, frustriert von der Amischen Küche, mit einer Flasche Alkohol zurück. Auf Ezras Frage, was sie da trinke, antwortet sie peinlich berührt „Gemüsesaft“. Der überhaupt nicht trinkfeste Ezra trinkt aus der Flasche und wird schnell betrunken, woraufhin er kurzerhand entscheidet, einen Junggesellenabschied auf dem nahegelegenen Karneval abzuhalten. Unterdessen erkennt Hilda, dass Dan in Wirklichkeit nicht in sie verliebt ist, was in ihr den Drang weckt, selbst nach New York zu reisen und generell die Welt zu erkunden. Der immer noch betrunkene Ezra wird in einen Kampf mit einem Werftarbeiter verwickelt, der diesen fast mit einem Messer niedersticht. In letzter Sekunde gelingt es Peter, der seinem Bruder heimlich gefolgt ist, Ezra vor dem Angreifer zu retten. Papa verbannt, nachdem er von den Ereignissen hört, nun auch Ezra, jedoch gelingt es Dan, ihn zu begnadigen und statt ihm, Peter Katie heiraten zu lassen. Dieser ist erst unwillig, wird aber durch das Grundstück, das Dan ihm nicht mehr verkaufen, sondern schenken möchte, umgestimmt.
Nach der Hochzeit kehren Dan und Ruth mit neuen Erfahrungen und einem stärkeren Band zurück in ihre Heimatstadt New York.

## Produktionen/Rollen

### Originale Broadway-Produktion (1955)
Die Uraufführung von Plain and Fancy fand am 27. Januar 1955 im Mark Hellinger Theatre in New York statt, wo das Musical bis zum 26. Februar aufgeführt wurde. Es war eine Produktion von Richard Kollmar unter der Regie von Morton DaCosta. Am 28. Februar 1955 wurde die Vorstellung ins Winter Garden Theatre verlegt, wo sie bis zum 7. November 1955 lief. Vom 9. November bis zum 3. März 1956 fand sie wieder im Mark Hellinger Theatre statt. Insgesamt wurde das Musical mit der Originalbesetzung 461 Mal aufgeführt.
| Name                     | Rolle                        |
| ------------------------ | ---------------------------- |
| Richard Derr             | Dan King                     |
| Shirl Conway             | Ruth Winters                 |
| Stefan Schnabel          | Papa Yoder                   |
| Will Able                | Jacob Yoder                  |
| Gloria Marlowe           | Katie Yoder                  |
| Douglas Fletcher Rodgers | Ezra Reber                   |
| David Daniels            | Peter Reber                  |
| Barbara Cook             | Hilda Miller                 |
| Nancy Andrews            | Emma Miller                  |
| John Dennis              | Moses Zook/(Sänger)          |
| Daniel Nagrin            | Samuel Zook                  |
| Tim Worthington          | Abner Zook/(Sänger)          |
| Edgar F. Thompson        | Abner Zook/(Sänger)          |
| Ethel May Cody           | Rachel                       |
| Faith Daltry             | Bassie/(Sängerin)            |
| Betty McGuire            | Rebecca/(Sängerin)           |
| Sybil Lamb               | Esther/(Sängerin)            |
| James S. Moore           | Ike Pilersheim/(Tänzer)      |
| Chris Robinson           | Samuel Lapp/(Sänger)         |
| Renee Orin               | Sarah/Greta/(Sängerin)       |
| Muriel Shaw              | Mary/(Sängerin)              |
| William Weslow           | Levi Stolzfuss/(Tänzer)      |
| Sammy Smith              | Isaac Miller                 |
| Robert Lindgren          | Amischer Einwohner/ (Tänzer) |
| Herbert Surface          | Amischer Einwohner/ (Sänger) |
| Scotty Engel             | junger Müller                |
| Elaine Lynn              | junge Müllerin               |
| Saint Amant              | (Tänzer)                     |
| Crandall Diehl           | (Tänzer)                     |
| Philip Nasta             | (Tänzer)                     |
| Ronnie Lee               | (Tänzer)                     |
| David Wood               | (Tänzer)                     |
| Robert St. Clair         | (Tänzer)                     |
| Beryl Towbin             | (Tänzer)                     |
| Joan Darby               | (Tänzerin)                   |
| Tao Strong               | (Tänzerin)                   |
| Sara Aman                | (Tänzerin)                   |
| Imelda De Martin         | (Tänzerin)                   |
| Ina Hahn                 | (Tänzerin)                   |
| Marcia Howard            | (Tänzerin)                   |
| Lucia Lambert            | (Tänzerin)                   |
| Ann Needham              | (Tänzerin)                   |
| Ray Hyson                | (Sänger)                     |
| Jack Irwin               | (Sänger)                     |
| Robert Kole              | (Sänger)                     |
| James Schlader           | (Sänger)                     |
| Marilyn Bradley          | (Sängerin)                   |
| Janet Hayes              | (Sängerin)                   |
| Betty Zollinger          | (Sängerin)                   |

### Andere Produktionen (Touren und Einzelproduktionen)
- First National Tour (1955), USA
- London Production (1956), London, UK
- Second National Tour (1956), USA
- Westbury Music Fair Production (1956), Westbury, New York
- Equity Library Theatre Revival (1980), New York City, New York
- Musicals in Mufti Production (2006), New York City, New York[6]

## Musiknummern

### Akt 1
1. You Can’t Miss It (Dan, Ruth)
2. It Wonders Me (Katie, Amische Einwohner)
3. Plenty of Pennsylvania (Emma, Ezra, junge Müller)
4. Young and Foolish (Peter)
5. Why Not Katie? (Ezra, Abner, Emma, Sarah)
6. Young and Foolish Reprise (Katie, Peter)
7. It’s a Helluva Way to Run a Love Affair (Ruth)
8. This is All Very New To Me (Hilda, Levi Stolzfuss)
9. Plain We Live (Papa, Amische Einwohner)
10. The Shunning (Amische Einwohner)

### Akt 2
1. How Do You Raise a Barn? (Papa, Ezra, Emma, Samuel, Amische Einwohner)
2. Follow Your Heart (Peter, Hilda, Katie)
3. City Mouse, Country Mouse (Emma, Sarah, Esther, Rebecca, Hilda, Katie)
4. I’ll Show Him (Hilda)
5. Carnival Ballet (Hilda, Ezra)
6. On the Midway (Mambo Joe, Scranton Sal, Swami, Barkers)
7. Take Your Time and Take Your Pick (Hilda, Dan, Ruth)
8. Plenty of Pennsylvania - Finale (Gesamtbesetzung)

## Auszeichnungen/Kritik
Mehrere Schauspieler der Originalbesetzung aus Plain and Fancy wurden für den 1956er Theatre World Award nominiert. Sieger waren Shirl Conway (Ruth), Barbara Cook (Hilda) und David Daniels (Peter) für ihre theatralischen Leistungen.
Das Musical wurde von Kritikern weniger geschätzt. Trotz hoch gelobter Lieder mit Ohrwurmcharakter wie „Young and Foolish“ oder „City Mouse, Country Mouse“ ist oft die mangelhafte Umsetzung bezüglich der Amischen Gemeinschaft als Szenerie sowie des überstürzten Handlungsabbruchs zum Ende des Stücks hin als Kritikpunkt genannt worden.
In vielen Rezensionen war die Handlung der Hauptkritikpunkt. Sie sei nicht genug ausgearbeitet worden und würde nur durch außerordentliche Choreographie durch Helen Tamiris sowie Musik und Bühnenbild kompensiert.